# Benedito de Lira
Benedito de Lira (Limoeiro de Anadia, 1 de maio de 1942 – Maceió, 14 de janeiro de 2025) foi um advogado e político brasileiro de Alagoas filiado ao Progressistas. Serviu como Senador pelo seu estado e também foi Prefeito de Barra de São Miguel.
Era pai do também político e ex-presidente da Câmara dos Deputados, Arthur Lira.

## Biografia
Formou-se em Direito pela Faculdade de Direito da UFAL. Começou sua carreira política como como vereador em sua cidade natal entre 1966 a 1970, e depois foi vereador em Maceió por dois mandatos consecutivos, entre 1973 a 1976 e entre 1977 a 1982.
Foi Deputado Estadual por três mandatos consecutivos, vencendo as eleições de 1982 pelo PDS, reeleito em 1986 pelo PFL e novamente reeleito em 1990.
Em 1994, chega ao Congresso Nacional eleito Deputado Federal com 34.217 (6,98%) dos votos do estado.
Nas eleições de 1998 concorreu como Vice-Governador na chapa liderada pelo então Governador Manuel Gomes de Barros, candidato à reeleição. Terminando derrotados pala chapa de Ronaldo Lessa do PSB.
Voltou à Câmara dos Deputados em 2002, eleito Deputado Federal pelo PTB e reeleito em 2006 já pelo PP.
Disputou uma vaga para o Senado Federal em 2010, sendo o candidato mais votado e eleito com 904.345 votos válidos, representando 35,94%.
Em dezembro de 2016, votou a favor da PEC do Teto dos Gastos Públicos. Em julho de 2017 votou a favor da reforma trabalhista.
Apoiou em 2016 o processo de impeachment da então Presidente do Brasil Dilma Rousseff. Afirmando na época que "por ação direta, seja por omissão, houve crime de responsabilidade" e que "Dilma será responsabilizada pelas acusações a que responde e também “por ter deixado um país paralisado, sem direção e sem base alguma para administrar".
Em outubro de 2017 votou a favor da manutenção do mandato do Senador Aécio Neves, derrubando a decisão da Primeira Turma do Supremo Tribunal Federal. Neste processo, Benedito era acusado de corrupção e obstrução da justiça por solicitar dois milhões de reais ao empresário e dono da JBS Joesley Batista.
Nas eleições de 2018 disputou novamente uma vaga para o Senado Federal, terminado em quarto lugar com 14% dos votos e não sendo reeleito. Para sua vaga foi eleito o Senador Rodrigo Cunha, do PSDB.
Foi eleito prefeito da pequena Barra de São Miguel, polo turístico da Região Metropolitana de Maceió, nas Eleições Municipais de 2020.
Benedito morreu na manhã do dia 14 de janeiro de 2025, aos 82 anos. O político estava internado no Hospital Arthur Ramos, em Maceió, desde 31 de dezembro de 2024, após ser submetido a uma cirurgia de emergência. Ele estava em tratamento contra um câncer e sofreu uma parada cardíaca.

## Suspeitas de corrupção

### Máfias das ambulâncias
Benedito de Lira foi um dos envolvidos no escândalo das ambulâncias superfaturadas também conhecido como sanguessugas.

### Corrupção na Petrobras
Benedito de Lira e seu filho, Arthur Lira, foram investigados pela Polícia Federal no esquema de corrupção da estatal Petrobras. A PF pontou indícios de corrupção passiva após a conclusão dos inquéritos abertos para apurar a participação de Benedito e Arthur Lira. De acordo com o texto do relatório, Arthur e Benedito de Lira "se beneficiaram com o recebimento de quantias periódicas indevidas, oriundas do pagamento de propinas por empresas que tinham contratos com a Petrobras, em razão do controle pelo Partido Progressista (PP) da Diretoria de Abastecimento, ocupada por Paulo Roberto Costa, em troca de votar a favor de projetos de interesse do governo federal".
Em fevereiro de 2016, teve seus bens bloqueados pelo Supremo Tribunal Federal, em decisão do ministro Teori Zavascki, no valor de R$1,6 milhão. O pedido do bloqueio foi feito pelo procurador-geral da República, Rodrigo Janot, que é responsável pela investigação contra Benedito, na Lava Jato.